# 三條市
三條市（日语：／ Sanjō shi */?）是位于日本新潟縣中央的城市，是新潟縣內少數的工業城市。目前三條市的人口數在縣內排名第五。1934年1月1日施行市制。2005年5月1日三條市、南蒲原郡榮町和下田村合併成新的三條市。

## 出身者
- 金子千尋 - 日本職業棒球選手，效力於歐力士野牛
- 酒井高德 - 職業足球選手(出生於美國)
- 水野久美 - 女演員
- 巨人馬場 - 日本前職業摔角選手
- 高橋克實 - 男演員、主持人

## 外部連結
- 三條市* （页面存档备份，存于）